# 智俨
智俨（602年—668年），天水人，隋唐高僧，华严宗二祖。

## 简介
智俨生于隋文帝仁寿二年，其父为申州参军赵景。大业九年，法顺请求赵景夫妇带走智俨。智俨随后学习梵文，并受出家戒。二十岁受具足戒，到處參學，遍聽《四分》、《八犍陀》、《成實》、《十地》、《地持》、《涅槃》等經律論。从学静琳，获得《华严经》，于是决意学《华严》。后求学于智正法师，从事六相义，释《华严经》、授《摄大乘论》。后在云华寺讲说《华严经》，宗风大振，法藏於時投在門下。时称云华尊者，或至相大师。后于唐总章元年在清净寺圆寂。

## 著作
现存著作有 ：
- 《大方廣佛華嚴經搜玄分齊通智方軌》（華嚴經搜玄記）
- 《華嚴一乘十玄門》
- 《華嚴五十要問答》
- 《華嚴經內章門等雜孔目》
- 《金剛般若波羅蜜經略疏》

### 法嗣
他门下有  薄尘、法藏、慧晓、怀齐、义湘等人。

## 師承
帝心杜順

## 弟子
- 薄塵
- 法藏
- 慧曉
- 懷齊
- 義湘
- 道成

## 外部連結
- 华严二祖智俨法师 （页面存档备份，存于）